# Hans Christoff von Königsmarck

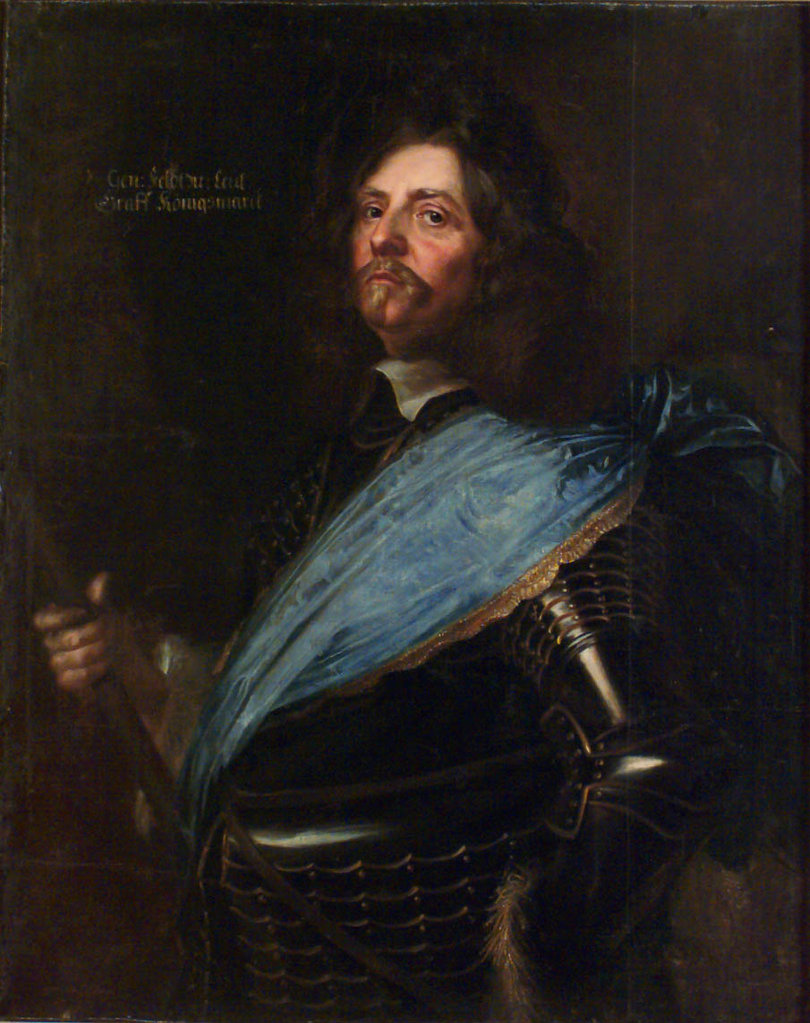
Hans Christoff von Königsmarck.

Hans Christoff von Königsmarck, conde de Tjust (Kötzlin, Altmark, 12 de diciembre de 1605 - Estocolmo, 20 de febrero de 1663) fue un militar alemán afincado en Suecia.
Hijo de Konrad von Königsmarck y de Beatrix von Blumenthal (hija de Johann von Blumenthal y de Ursula von Sparr), comandó la legendaria escuadra ligera, una fuerza que desempeñó un papel clave en la estrategia de Gustavo II Adolfo de Suecia. Fue nombrado general en 1640, gobernador general de Bremen-Verden en 1645, consejero privado en 1651, y mariscal de campo en 1655. Es principalmente conocido por dirigir la batalla de Praga en 1648, que puso fin a la Guerra de los Treinta Años.
Ese mismo año se integró como miembro en la Sociedad Fructífera.

## Familia
Königsmarck contrajo matrimonio con Agatha von Lehsten (1608-1671), hija de Christoph von Lehsten y de Anna Elisabeth von Seelen, con quien tuvo cinco hijos:
- Conde Kurt Christoph von Königsmarck (1634-1673). Contrajo matrimonio con Maria Christina von Wrangel, con descendencia. Entre sus hijos se encontraban María Aurora von Königsmarck (amante del rey Augusto II de Polonia y madre del conde Mauricio de Sajonia), Amalia Wilhelmina von Königsmarck (pintora, actriz y poetisa) y Phillip Christoph von Königsmarck (amante de la princesa Sofía Dorotea de Brunswick-Luneburgo, esposa del rey Jorge I de Gran Bretaña).
- Conde Johan Fredrik von Königsmarck (1635-1653).
- Condesa Beata Elisabeth von Königsmarck (1637-1723). Esposa de Pontus Fredrik de La Gardie, con descendencia.
- Conde Otto Wilhelm von Königsmarck (1639-1688). Mariscal de Campo sueco, contrajo matrimonio con Catherine Charlotte de La Gardie
- Condesa Maria Agnes von Königsmarck (1643-1650).

En 1655 Königsmarck construyó en Leith un castillo al que puso por nombre Agathenburg en honor de su esposa y que luego se convirtió en el topónimo de la ciudad.

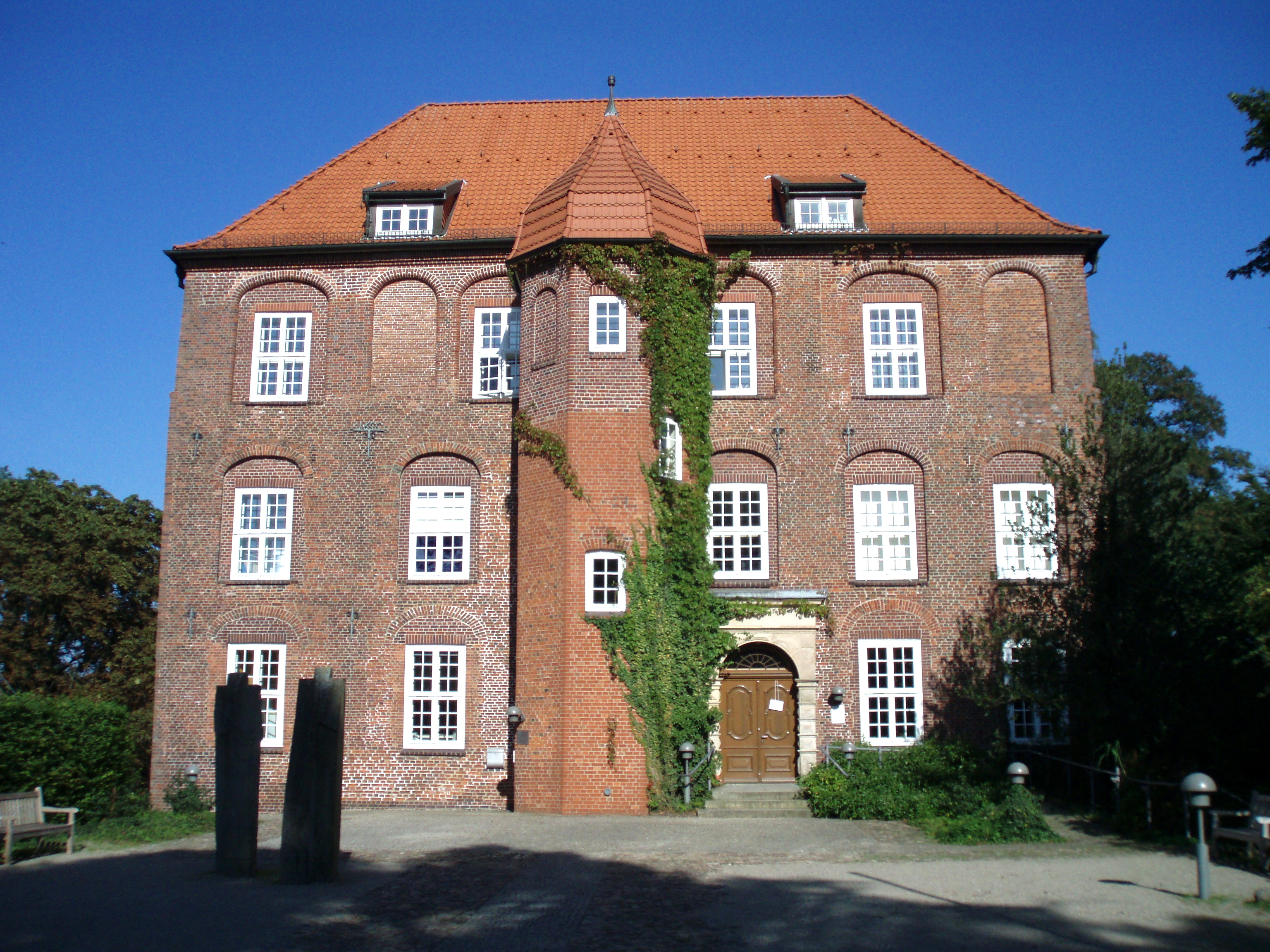
El castillo de Agathenburg, construido por el conde Königsmarck.

- Datos: Q68163
- Multimedia: Hans Christoph von Königsmarck / Q68163